# Liste der Waffensysteme des türkischen Heeres
Diese Liste enthält Waffensysteme der türkischen Streitkräfte, die sich noch im Einsatz befinden, eingelagert oder nicht mehr einsatzfähig sind. Die Waffensystemen sind ausländischer und türkischer Produktion. Importiert wird überwiegend aus Deutschland, Frankreich, Israel, den USA, dem Vereinigten Königreich und aus Russland.

## Heer

### Infanteriewaffen

#### Pistolen
| Model             | Bild | Kaliber   | Herkunft                  | Einzelheiten |
| ----------------- | ---- | --------- | ------------------------- | --- |
| Sarsılmaz SAR9    |      | 9 × 19 mm | Türkei                    | Neue Primärdienstpistole. 58k wurden geliefert. Insgesamt wurden 180.000 bestellt. SAR 9, SAR 9C und SAR 9 Mete-Varianten im Einsatz. Basierend auf Heckler & Koch V9S. Ersetzt Yavuz 16 in Zukunft. |
| Canik TP9         |      | 9 × 19 mm | Deutschland Türkei        | Neue Zweitdienstpistole. Basierend auf Walther P99. Künftiges Ersetzen von Kılınç 2000. 53.000 wurden geliefert. 100.000 bestellt. Meist TP9 SF METE S Variante. S steht für manuelle Sicherheit.    |
| Girsan Yavuz 16   |      | 9 × 19 mm | Italien Türkei            | Ehemalige Hauptdienstpistole. Türkische Lizenzvariante der Beretta 92F von GİRSAN und MKEK. |
| Sarsılmaz K2000   |      | 9 × 19 mm | Tschechien Türkei         | Ehemalige Zweitdienstpistole. Sarsılmaz Kılınç 2000 ist eine in der Türkei hergestellte Lizenzvariante des CZ 75 von Sarsılmaz Arms.                                                                 |
| USP9              |      | 9 × 19 mm | Deutschland               | Standard-Zweitwaffe der Spezialkräfte. |
| Colt M1911        |      | .45 ACP   | Vereinigte Staaten Türkei | Türkische Variante von GİRSAN. Wird von Spezialkräften verwendet. |
| SIG Sauer P226    |      | .40 S&W   | Schweiz                   | Zum Teil im Einsatz der Spezialkräfte. |
| P229              |      | .40 S&W   | Schweiz                   | P229R-Variante, die von den türkischen Spezialkräften verwendet wird. |
| Glock 17 Glock 19 |      | 9 × 19 mm | Österreich Türkei         | Auch einige domestische Akdal TR01-Varianten werden benutzt. |

#### Maschinenpistolen
| Model    | Bild | Kaliber     | Herkunft              | Einzelheiten |
| -------- | ---- | ----------- | --------------------- | --- |
| SAR 109T |      | 9 × 19 mm   | Türkei                | Neue Maschinenpistole für den Primärdienst. Ersetzt künftig MP5. |
| MP5      |      | 9 × 19 mm   | BR Deutschland Türkei | Ehemalige Maschinenpistole für den Primärdienst. Im Einsatz sind die Varianten MP5A2, MP5A3, MP5SD3 und MP5K. Hergestellt unter Lizenz von der Mechanical and Chemical Industry Corporation. |
| HK MP7   |      | 4,6 × 30 mm | Deutschland           | A1-Variante im begrenzten Einsatz durch Spezialkräfte. |
| P90      |      | 5,7 × 28 mm | Belgien               | Wird von Spezialkräften verwendet. |
| Uzi      |      | 9 × 19 mm   | Israel                | Wird von Spezialkräften verwendet. |

#### Gewehre
| Model     | Bild | Kaliber                              | Herkunft                        | Einzelheiten |
| --------- | ---- | ------------------------------------ | ------------------------------- | --- |
| MPT       |      | 5,56 × 45 mm NATO, 7,62 × 51 mm NATO | Türkei                          | MPT-76 ist das neue primäre, MPT-55 das neue sekundäre Dienstgewehr. Sie ersetzen G3 bzw. HK33. Bisher wurden 70.000 davon ausgeliefert. Die einzige Waffe der Welt, die den 58-Test erfolgreich bestanden hat. |
| KCR       |      | 5,56 × 45 mm NATO, 7,62 × 51 mm NATO | Türkei                          | In begrenztem Einsatz bei Spezialkräften und Infanterieeinheiten. |
| G3        |      | 7,62 × 51 mm NATO                    | BR Deutschland, Türkei          | Ehemaliges Hauptdienst-/Kampfgewehr. Die Varianten G3A7 und G3A7A1 sind noch weit verbreitet. Hergestellt unter Lizenz von Mechanical and Chemical Industry Corporation. Ersetzt durch MPT-76.                  |
| HK33E     |      | 5,56 × 45 mm NATO                    | BR Deutschland, Türkei          | Ehemaliges sekundäres Sturmgewehr. Hergestellt unter Lizenz von Mechanical and Chemical Industry Corporation. Ersetzt durch MPT-55.                                                                             |
| HK416     |      | 5,56 × 45 mm NATO                    | Deutschland, Türkei             | Standardausgabe des Spezialkräfte. Hergestellt unter Lizenz von Mechanical and Chemical Industry Corporation.                                                                                                   |
| M4A1      |      | 5,56 × 45 mm NATO                    | Vereinigte Staaten, Türkei      | Wird von Spezialkräften verwendet. Hergestellt unter Lizenz von Sarsılmaz Arms. |
| M16       |      | 5,56 × 45 mm NATO                    | Vereinigte Staaten              | M16A4 im Einsatz bei Kommandoeinheiten. |
| SCAR      |      | 7,62 × 51 mm NATO                    | Belgien, Vereinigte Staaten     | SCAR-H-Variante im Einsatz durch Spezialkräfte. |
| AUG       |      | 5,56 × 45 mm NATO                    | Österreich                      | AUG A2-Variante im Einsatz durch Spezialkräfte. |
| TAR-21    |      | 5,56 × 45 mm NATO                    | Israel                          | Im Einsatz von Spezialkräften in VIP-Schutzrolle. |
| AKM       |      | 7,62 × 39 mm M43                     | Deutsche Demokratische Republik | Nach der deutschen Wiedervereinigung aus ehemaligen DDR-Lagerbeständen gekauft. Einige von der PKK erbeutet. Meist eingelagert.                                                                                 |
| M1 Garand |      | .30-06 Springfield                   | Vereinigte Staaten              | |

#### Scharfschützengewehre
| Model              | Bild | Kaliber                | Herkunft                      | Einzelheiten                                                                                            |
| ------------------ | ---- | ---------------------- | ----------------------------- | --- |
| JNG-90             |      | 7,62 × 51 mm NATO      | Türkei                        | Standardnutzung                                                                                         |
| KNT-76 SASS        |      | 7,62 × 51 mm NATO      | Türkei                        | Standardnutzung.                                                                                        |
| Arctic Warfare     |      | .338 Lapua Magnum      | Vereinigtes Königreich        | AWM variante im Einsatz durch Spezialkräfte                                                             |
| Cadex CDX-33       |      | .338 Lapua Magnum      | Kanada                        | |
| Intervention       |      | .408 Cheyenne Tactical | Vereinigte Staaten            | M-310 variante im Einsatz durch Spezialkräfte                                                           |
| İstiklal           |      | 12.7×108mm             | Aserbaidschan Türkei          | Mubariz Variante in Nutzung durch Spezialkräfte Anti-materiel rifle                                     |
| AX 50              |      | .50 BMG                | Vereinigtes Königreich Türkei | Scharfschützengewehr AX50, das vom Spezialkräfteverwendet wird. Produziert unter Lizenz von Kale Kalıp. |
| M82                |      | .50 BMG                | Vereinigte Staaten            | M82A1 variante im Einsatz durch Spezialkräfte                                                           |
| McMillan TAC-50    |      | .50 BMG                | Vereinigte Staaten            | Im beschränkten Einsatz durch Spezialkräfte                                                             |
| KNT-308            |      | 7,62 × 51 mm NATO      | Türkei                        | eingeschränkte Nutzung                                                                                  |
| MSG90              |      | 7,62 × 51 mm NATO      | BR Deutschland                | MSG90 Variante in eingeschränkter Nutzung.                                                              |
| SIG Sauer SSG 3000 |      | 7,62 × 51 mm NATO      | Deutschland                   | Einsatz durch Spezialkräfte.                                                                            |
| SR-25              |      | 7,62 × 51 mm NATO      | Vereinigte Staaten            | Im eingeschränkten Gebrauch.                                                                            |
| SVD                |      | 7,62 × 54 mm R         | Russland                      | Meist von der PKK erbeutet.                                                                             |
| Remington MSR      |      | .338 Lapua Magnum      | Vereinigte Staaten            | Einsatz durch Spezialkräfte.                                                                            |
| TRG                |      | .338 Lapua Magnum      | Finnland                      | TRG-42-Variante in eingeschränkter Nutzung.                                                             |

#### Maschinengewehre
| Model                    | Bild | Kaliber           | Herkunft                                           | Einzelheiten |
| ------------------------ | ---- | ----------------- | -------------------------------------------------- | --- |
| MKEK PMT-76 MKEK PMT-57A |      | 7,62 × 51 mm NATO | Türkei                                             | Neues Standard-Mehrzweck-Maschinengewehr.Basierend auf FN MAG. 50.000~ PMT-76/57A Einheiten werden an die Armee geliefert. Der Name 57 wurde vom 57. Infanterieregiment inspiriert. |
| SAR 240                  |      | 7,62 × 51 mm NATO | Türkei                                             | Trotz der Ähnlichkeit mit der M240 hat die SAR 240 eine überlegene Feuerrate von 1100/min.                                                                                          |
| MG 3                     |      | 7,62 × 51 mm NATO | BR Deutschland Türkei                              | Leichtes Maschinengewehr in Standardausführung. Hergestellt unter Lizenz von Mechanical and Chemical Industry Corporation. Wird in Zukunft durch PMT-76 ersetzt.                    |
| M2                       |      | .50 BMG           | Vereinigte Staaten                                 | Standardausgabe HMG. Wird auch mit der ballistischen Schießplattform M2HB verwendet.                                                                                                |
| Minimi                   |      | 5,56 × 45 mm NATO | Belgien                                            | Standardausgabe für das Kommando Infanterie und Spezialkräfte. |
| M60                      |      | 7,62 × 51 mm NATO | Vereinigte Staaten                                 | M60E3 Variante in eingeschränkte Nutzung. |
| PKM                      |      | 7,62 × 54 mm R    | Bulgarien Russland Deutsche Demokratische Republik | Nach der deutschen Wiedervereinigung aus ehemaligen DDR-Lagerbeständen gekauft. Einige von der Arbeiterpartei Kurdistans erbeutet.                                                  |
| KPV                      |      | 14,5 × 114 mm     | Russland                                           | Erbeutete Waffen der Arbeiterpartei Kurdistans. Wird in einer feststehenden Brennplattform von Nurol Tech mit dem Namen 'KPV 14.5' verwendet'                                       |

### Kampfpanzer
| Modell            | Bild              | Herkunft           | Typ               | Variante                    | Anzahl            | Einzelheiten |
| Main battle tanks | Main battle tanks | Main battle tanks  | Main battle tanks | Main battle tanks           | Main battle tanks | Main battle tanks |
| ----------------- | ----------------- | ------------------ | ----------------- | --------------------------- | ----------------- | --- |
| Altay             |                   | Türkei             | Kampfpanzer       | T1 T2                       | 10+               | Noch nicht bereit für Serienproduktion. Die Serienproduktion wird voraussichtlich 2023 beginnen, wobei die erste Lieferung aus 250 Einheiten besteht und geschätzte 2 Milliarden US-Dollar kostet. Geplant insgesamt 1000 Stück. |
| Leopard 2         |                   | BR Deutschland     | Kampfpanzer       | NG A4 Gesamtanzahl          | 1 ~320–325 ~325   | Gekauft von der Bundeswehr in 2005. Alle Einheiten sind modernisiert durch Aselsan und BMC, und bezeichnet als Leo2A4TR. |
| Leopard 1         |                   | BR Deutschland     | Kampfpanzer       | 1TA3 Gesamtanzahl           | 170 397           | Gemäß einem im November 1980 in Bonn unterzeichneten Abkommen würde die Türkei bis 1983 eine erste Charge von 77 Panzern erhalten. Weitere 150 wurden bis Ende 1991 geliefert, und die letzten Einheiten gingen Ende 1994 ein. Im Jahr 2002 hat die Türkei mit der Aselsan Corporation eine Vereinbarung über die Aufrüstung der Leopard 1-Panzer getroffen, die ihre Lebensdauer um weitere 20 Jahre verlängert. Diese Modernisierung endete 2009 als Folge der Finanzkrise von 2008 plötzlich und nur 170 der 397 Einheiten wurden modernisiert. |
| M60               |                   | Vereinigte Staaten | Kampfpanzer       | SabraTM A3 TTS Gesamtanzahl | 170 752 610 1532  | Erhalten durch den Vertrag über konventionelle Streitkräfte in Europa. Einige wurden zu 'Sabra' aufgerüstet. Der Vertrag wurde am 29. März 2002 mit einem geschätzten Wert von 688 Millionen US-Dollar unterzeichnet. Die Modernisierung des M60TM begann nach den Erkenntnissen aus der Operation Euphrat-Schild. M60A3-Panzer werden seit 2017 mit neuen Aselsan-Systemen ausgestattet. SARP UKSS 12,7 mm ferngesteuerte Waffensysteme, YAMGOZ Nahbereichsüberwachungssystem, PLUS L, TLUS Laserwarnsystem, ADİS tank Fahrersichtsystem, ERA zusätzliche Panzerplatten, AKKOR PULAT 360° aktives Schutzsystem, zusätzliche interne Schutzbeschichtung, neues Feuerunterdrückungssystem, akustisches Warnsystem, hinter Turmkäfigpanzerung und 76-mm-Rauchgranatenwerfer. Die Integration des VOLKAN-M-Feuerleitsystems wurde von Aselsan im Mai 2021 für M60TM-Panzer eingeleitet. Aselsan hat zwischen 2003 und 2009 das Volkan-Feuerleitsystem in Leopard 1T-Panzer integriert. Die gleiche Montage wird in den M60-Panzern durchgeführt und soll bis Ende 2021 abgeschlossen sein. |
| M48 Patton        |                   | Vereinigte Staaten | Kampfpanzer       | A5T2                        | 758               | Der M48 war bei weitem der am häufigsten eingesetzte Panzer der türkischen Streitkräfte mit 3.008 aktiven Einheiten während des Kalten Krieges, wobei der Zweitplatzierte der M47 Patton war, von dem die Türkei 1.347 aufstellte. Alles modernisiert. - M48A5T1: Türkische M48-Variante, die ähnlich wie die M60A1 aufgerüstet wurde, mit einem M68 105-mm-Hauptgeschütz, passiver Nachtsicht, M60A1-Feuerleitsystem und einem AVDS-1790-Dieselmotor. Wird hauptsächlich zur Unterstützung von Bodentruppen verwendet. 400 im Lager. - M48A5T2: Verbesserte Version des M48A5T1, ähnlich wie der M60A3, mit Wärmebild, M60A3-Feuerleitsystem und Laser-Entfernungsmesser. |

### Gepanzerte Fahrzeuge

#### Im Einsatz
| Model                    | Bild      | Herkunft                                    | Typ                                 | Variante | Anzahl                          | Einzelheiten |
| ------------------------ | --------- | ------------------------------------------- | ----------------------------------- | --- | ------------------------------- | --- |
| FNSS ACV-15              |           | Vereinigte Staaten                          | Mannschaftstransportwagen (Militär) | ACV-AIFVACV-AAPCACV-ATVACV-AMV Total                                                                                                 | 650 1,400 50 700 2,800          | ACV-15 ist eine in Lizenz gebaute Variante des amerikanischen AIFV. Für die ACV-15, die Ende der 1980er Jahre nach Bedarf der türkischen Streitkräfte entwickelt wurden, wurde ein Modernisierungsvertrag unterzeichnet. Mit der am 31. Dezember 2019 unterzeichneten Vereinbarung wird FNSS auch als Subunternehmer von Aselsan am Projekt teilnehmen. |
| M113                     |           | Vereinigte Staaten                          | Mannschaftstransportwagen (Militär) | M113A3T1/T2 M125A M106A M113TOW M118GZPT M88A2 Total                                                                                 | 3,200 10 180 160 ? 88 3,638     | 187 Einheiten aus deutschen Lagerbeständen im Jahr 1993 gekauft. Im Einsatz mit einigen lokalen Varianten sowie originalen US- und deutschen Varianten. Auf Lager. Alles modernisiert |
| FNSS PARS 6x6            |           | Türkei                                      | Mannschaftstransportwagen (Militär) | KOMANDO Command vehicle Radar carrier Total                                                                                          | 12 30 15 700                    | Die Spezialkräfte erhalten 12 PARS 6x6 KOMANDO-Varianten, die mit zwei ferngesteuerten Waffenstationen und elektronischen Gegenmaßnahmen ausgestattet sind. Neben Kommandofahrzeugen und Radarträgern. Es wird ab 2020 in den Bestand aufgenommen. |
| FNSS PARS 8X8            |           | Türkei                                      | Mannschaftstransportwagen (Militär) | ScoutCBRNIFV Total | 45 5 5 320                      | |
| BTR-80                   |           | Deutsche Demokratische Republik Sowjetunion | Mannschaftstransportwagen (Militär) | BTR-80M | 535                             | |
| BMC Kirpi                |           | Türkei                                      | MRAP                                | Kirpi Kirpi SARP Kirpi JMR Kirpi II Kirpi II MEV Kirpi II PMKİ Gesamtanzahl                                                          | 1,000+ 200 300 290 30 10 ~2,000 | Ab Mitte 2020 werden verschiedene Kirpi II in das 20 kW-High-Power-Laser-Defense-System (YGLS) integriert. Das Laserabwehrsystem Aselsan Armol wird auch in verschiedene gepanzerte Taktikfahrzeuge wie BMC Kirpi und Otokar Cobra integriert. Mit CBRN-Fähigkeiten. Im Mai 2021 werden 10 Kirpi II-Fahrzeuge zur Explosiverkennung und -vernichtung (PMKI) mit Aselsans ETIIm Mai 2021 wurden 10 Kirpi II-Fahrzeuge (PMKI) mit dem ETI-Roboterarm von Aselsan an das Land Forces Command |
| Nurol EJDER YALCIN I-II  |           | Türkei                                      | MRAP                                | Ejder Yalçın | 500+                            | |
| BMC Vuran                | Kirpi     | Türkei                                      | MRAP                                | Vuran 4X4 Vuran - ALKAR Mortar Carrier Vuran - Sungur Luftverteidigungsfahrzeug VURAN - Laser-Luftverteidigungsfahrzeug Gesamtanzahl | 23080+ 400+ Gesamtzahl 710+     | bis jetzt über 410 Fahrzeuge geliefert. |
| Katmerciler HIZIR I - II |           | Türkei                                      | MRAP                                | ATEŞ | 57                              | Border Surveillance vehicle. Montiert mit Aselsan ARSLAN Mobile Border Surveillance System |
| Otokar Cobra I und II    |           | Türkei                                      | Militärfahrzeug                     | Cobra I Cobra II Gesamtanzahl | 1,200+600 1,800++               | Varianten wie Vorwärtsbeobachtungsfahrzeug, gepanzerter Krankenwagen, gepanzerter Kommandoposten, 20-mm-Autokanone und Bodenüberwachungsradarfahrzeug sind im Einsatz. Ende 2015 bestellten die türkischen Streitkräfte 82 Cobra-II-Fahrzeuge plus zugehörige Systeme, Wartung und Support im Wert von 52 Millionen US-Dollar. Im Juni 2016 bestellten die türkischen Streitkräfte eine unbekannte Anzahl von Cobra II-Fahrzeugen sowie zugehörige Systeme, Wartung und Support im Wert von 120,8 Millionen US-Dollar. Unter der Annahme des gleichen Wert-Fahrzeug-Verhältnisses wie bei der Bestellung von 2015 würde dies eine Bestellung von rund 180 Fahrzeugen bedeuten. Mit CBRN-Fähigkeiten. (Einige dieser Fahrzeuge wurden an die Ukraine verkauft und eine große Anzahl wurde an Somalia, das Kosovo, Bosnien und Herzegowina und Libyen gespendet.) |
| Otokar Akrep             |           | Türkei                                      | Militärfahrzeug                     | Akrep I | 550+                            | Varianten wie Vorwärtsbeobachtungsfahrzeug, gepanzerter Krankenwagen, Fernturm und Bodenüberwachungsradarfahrzeug sind im Einsatz. Einige wurden dem Generalkommando der Gendarmerie und der Generaldirektion für Sicherheit (Türkei) übergeben. Einige Fahrzeuge integriert und in ein Aufstandskontrollsystem umgewandelt. (Einige dieser Fahrzeuge wurden von der Türkei im Rahmen der militärischen Finanzhilfe für befreundete afrikanische und asiatische Länder gespendet.) |
| Otokar APV               |           | Türkei                                      | Militärfahrzeug                     | | 450~                            | 1994 entwickelte und lieferte Otokar ein gepanzertes Patrouillenfahrzeugmodell für die TAF, das mit Panzerung erstellt wurde, ohne die Abmessungen des Defender-110-Chassis zu ändern. Das ursprünglich als Otokar Armored Personnel Carrier (APC) bezeichnete Fahrzeug basiert auf dem Defender-110-Chassis und ähnelt dem Shorland S 55. Immer noch weit verbreitet vom afghanischen türkischen Einsatzkommando und in Grenzgebieten mit 12,7-mm-MG-Turm. Einige wurden dem Generalkommando der Gendarmerie und der Generaldirektion für Sicherheit (Türkei) übergeben. Die meisten dieser Fahrzeuge wurden von der Türkei als Teil der militärischen Finanzhilfe an befreundete afrikanische und asiatische Länder gespendet. |
| FNSS PARS 4x4            |           | Türkei                                      | Jagdpanzer                          | Pars 4x4 | 136++                           | FNSS PARS 4X4 wird mit einem Panzerabwehr-gesteuerten Turm ausgestattet. 136 Fahrzeuge wurden mit ferngesteuertem ATGM-Turm bestellt. 71 Fahrzeuge geliefert. |
| FNSS Kaplan STA          | KaplanSTA | Türkei                                      | Jagdpanzer                          | Kaplan STA | 206++                           | Die ersten beiden KAPLAN STA-Fahrzeuge wurden am 25. Dezember 2019 mit einem Festakt an das Landstreitkräftekommando übergeben. 206 Fahrzeuge werden produziert. bis jetzt 160+ Fahrzeuge geliefert. |
| FNSS ZAHA                |           | Türkei                                      | Amphischer Kampfwagen               | MAV | 27 +                            | 9 Fahrzeuge wurden bereits an die türkische Marine ausgeliefert und weitere Aufträge werden in naher Zukunft erteilt werden. |

### Mehrfachraketenwerfer

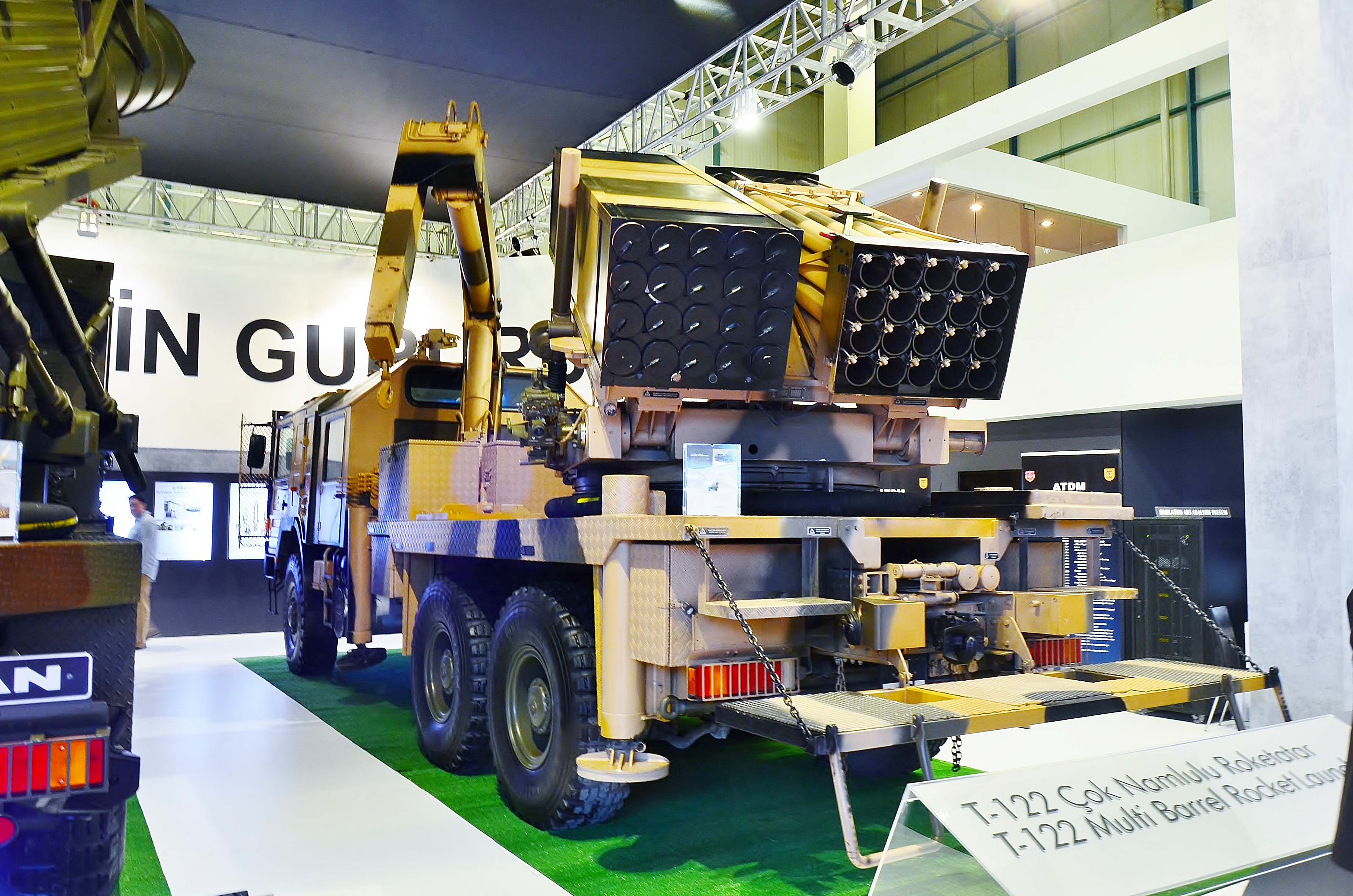
Mehrfachraketenwerfer TR-122 aus heimischer Produktion

- 295+ Roketsan TR-122 Sakarya (TRLG-122: Laser Guided Missile)
- 181+ Roketsan T-300 Kasırga Srbm (dt. Hurrikan) 4 × 300 mm
- 348+ Roketsan TR-107 12 × 107 mm
- 80+ Roketsan J600T I Yıldırım Srbm (Blitz) 150 km range
- 50+ Roketsan J600T II Yıldırım Srbm (Blitz) 300 km range
- 25+ Roketsan J600T III Yıldırım Srbm (Blitz) 600 km range
- 98+ Roketsan BORA Srbm 450 km range
- 12 M270 MLRS – mit 72 ATACMS ausgerüstet
- 20+ Roketsan TAYFUN Medium-Range Ballistic Missile (MRBM) (1400km+)
- 5+ Roketsan CENK (MaRV) Medium-Range Ballistic Missile (MRBM) (2900km+)

### Panzerhaubitzen
- 280 T-155 Fırtına – türkische Lizenzproduktion der südkoreanischen K9
- 16 T-155 II NG (T-155 Firtina 2)NG 150 werden insgesamt Produziert
- 200 M44 A1/T1 – Modernisiert durch ASELSAN
- 365 Panzerhaubitze M52T – Modernisiert durch ASELSAN
- 219 M110/A2 – Modernisiert durch ASELSAN
- 36 M107 Modernisiert durch ASELSAN
- 26 M108/T Modernisiert durch ASELSAN
- 365 M52/T Modernisiert durch ASELSAN

### Feldhaubitzen

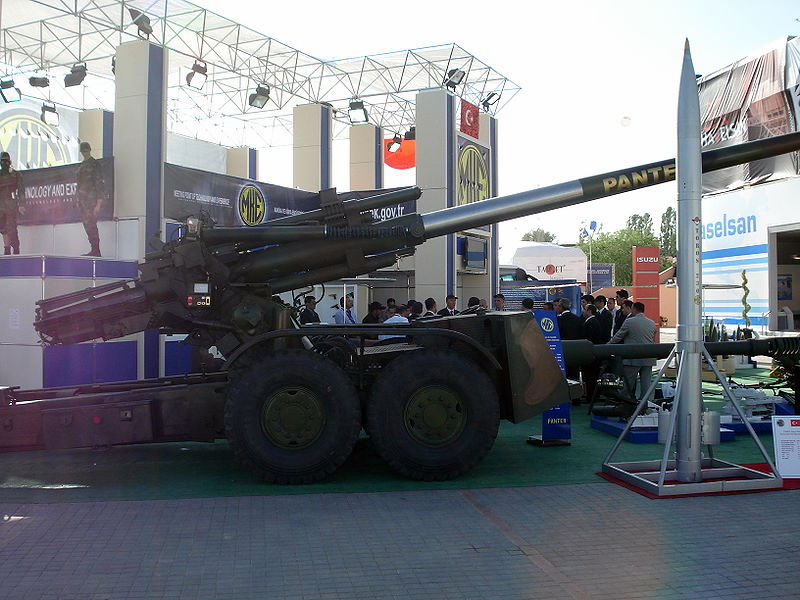
Die Feldhaubitze Panter

- 80 MKEK Panter 155 mm – türkische Produktion
- 162 M115
- 517 M114
- 75 M101 Modernisiert durch ASELSAN/MKE
- 17 MKEK Boran Türkei entwickelte Moderne Haubitze + 200 Bestellt

### Panzerabwehrlenkwaffen

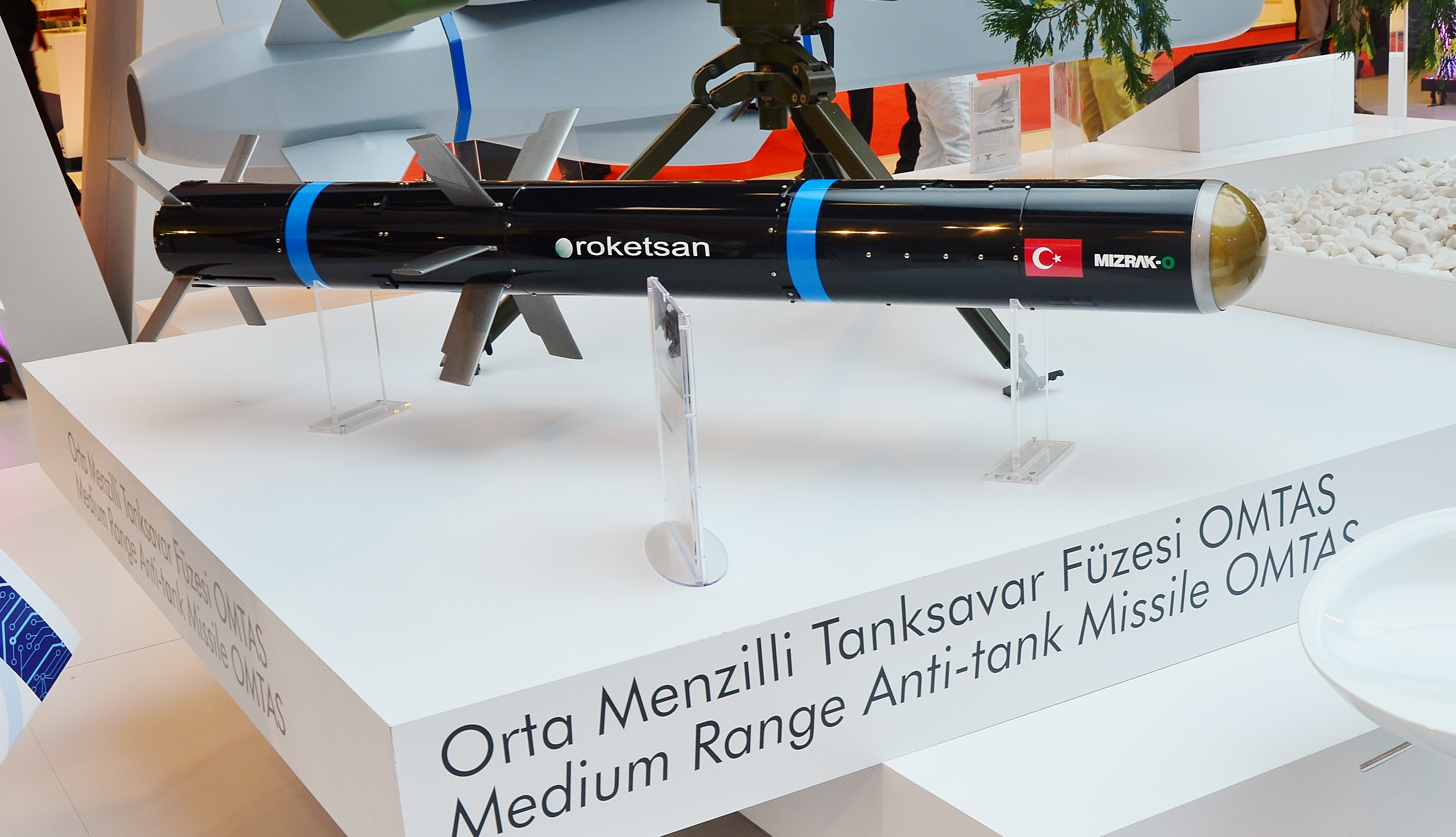
Umtas-Panzerabwehrlenkwaffe

- Roketsan (UMTAS) Long Range Anti-Tank Missile +3300
- Roketsan [L-UMTAS] Laser Guided Long Range Anti-Tank Missile System +1000
- Roketsan (KARAOK) Manportable, Lightweight, Fire-and-Forget, Short-Range Anti-Tank Guided Missile Order 330+ Total number to be supplied 4000 pcs
- Roketsan (OMTAS) Medium Range Anti-Tank Missile +1000
- Roketsan (CIRIT) Laser Guided Anti-Tank Missile +20000
- Roketsan (TANOK) 120mm Laser Guided Missile
- 465 TOW I/II – seit 1980 im Einsatz, davon 48 auf Fahrzeuge gestützt
- 492 MILAN – seit 1984 im Einsatz
- 540 ERYX – türkische Lizenzproduktion
- 186 MBB COBRA – seit 1977 im Einsatz
- 7000 M72
- 300 9K135 KornetE

### Mörser
- HY-12DI 120 mm – 1785, türkische Produktion
- M30 107 mm – 3265
- NT-1, UT/1 81 mm
- M1/M29 81 mm – 6175
- M19 60 mm

### Radarsysteme des Heeres
- Aselsan Kalkan dt. Schild[105]
- AN/TPQ-36 – 7 Systeme
- Stentor 5 – 5 Systeme
- Blindfire – 13 Systeme
- ARS-2000
- BAA 150
- AN/TPQ-37 – 4 Systeme

### Flugabwehrsystemedes Heeres

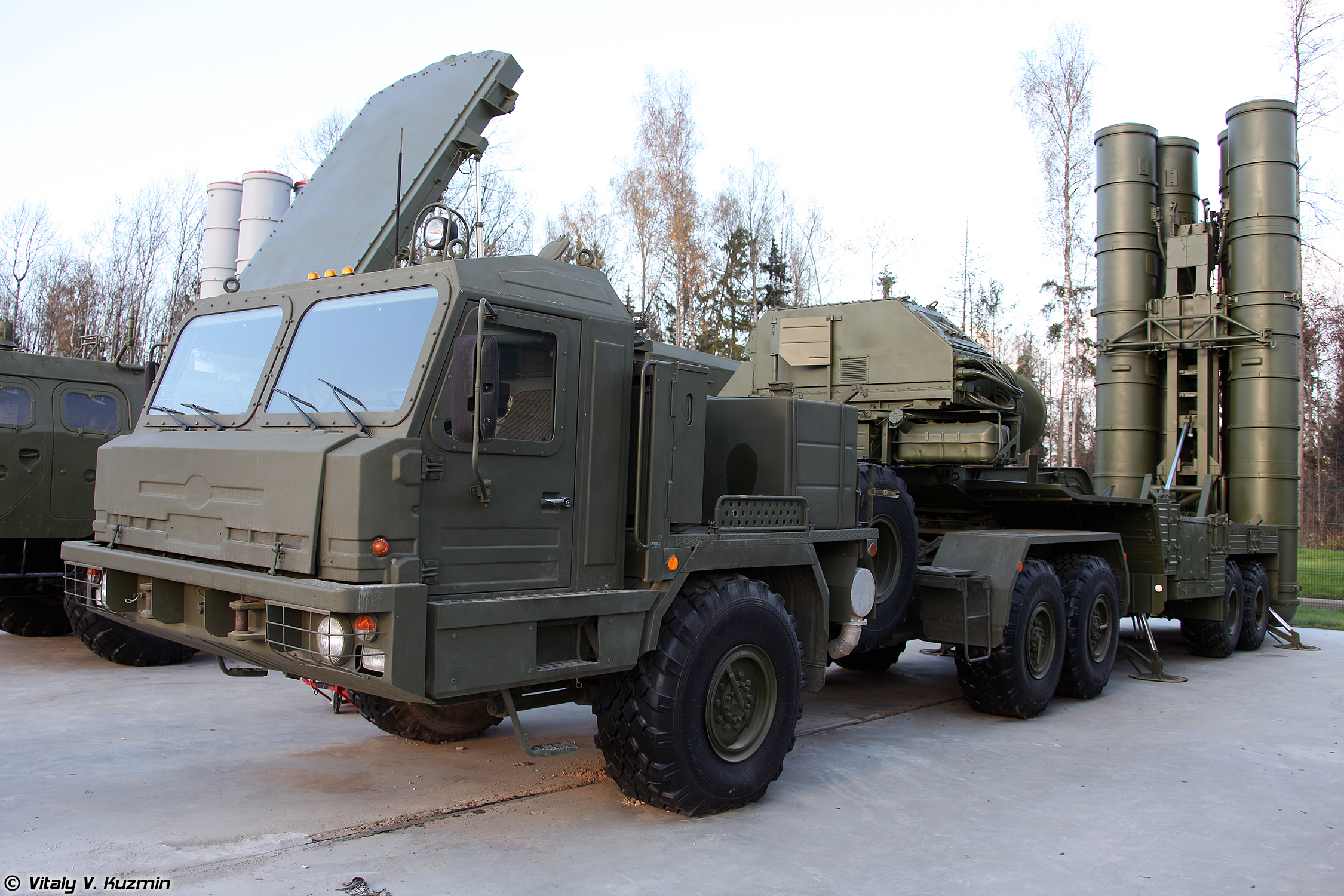
S-400 Triumf

- S-400 Triumf 4 Batterien wurden bestellt, Auslieferung 2019.[106]
- MIM-23 HAWK – 48 Raketenstarter, aus dem Bestand der US Army

S-125 wurden von der Ukraine gekauft.
- MIM-Nike Hercules
- MIM-Nike Ajax
- Rapier
- Aselsan Atılgan KMS – 70, (1 × 8 Stinger), VSHORADS türkischer Produktion[107]
- Aselsan Zıpkın KMS – 35, (1×4 Stinger), VSHORADS türkischer Produktion[107]
- Roketsan Hisar-A dt. Festung[108]
- Roketsan Hisar-O

### Fluggeräte

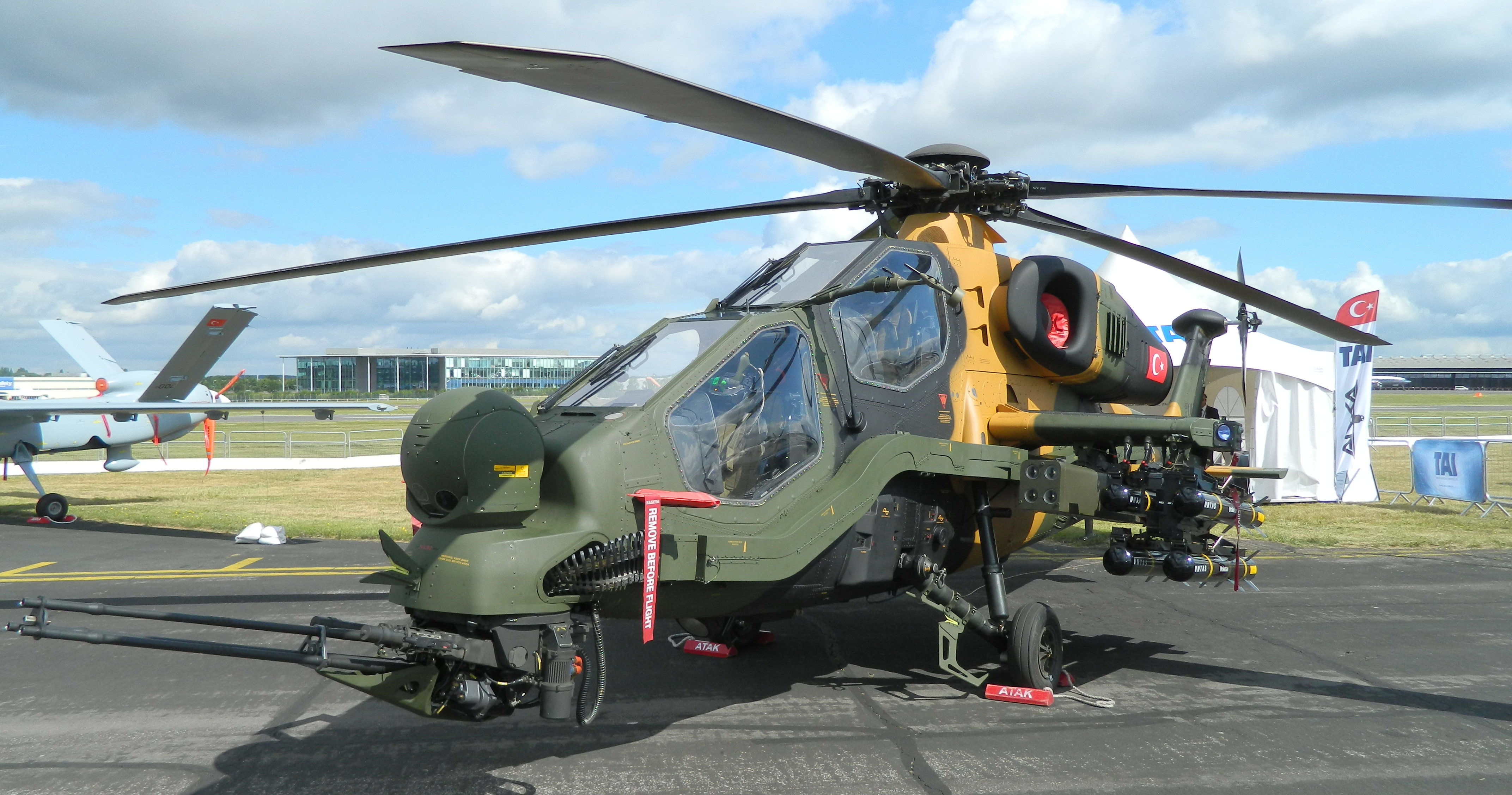
TAI T-129 ATAK.

- Kampfhubschrauber TAI T-129 ATAK – 78 in Betrieb[109]91 insgesamt bestellt
- Kampfhubschrauber Bell AH-1 + AH-1W Super Cobra – 45, davon 4 zur Ausbildung, aus dem Bestand der US Army 40 Einheiten erhalten
- Mehrzweckhubschrauber AS 532 – 21
- Mehrzweckhubschrauber S-70 Black Hawk – 98 + 109 T-70-Bestellungen (Lizenzbau)
- Mehrzweckhubschrauber Bell UH-1 – 177
- Mehrzweckhubschrauber AB 204, AB 206 – 65, verschiedene Versionen
- Ausbildungshubschrauber NH-300C – 28
- Transporthubschrauber Boeing-Vertol CH-47 – 11

- 71+ TAI Anka A-B-I-S Versionen Kampfdrohne
- 147+ Bayraktar TB-2 Tactical Kampfdrohne
- 10 IAI Heron Kampfdrohne
- 8+ Akinci Bayraktar Kampfdrohne
- 4+ Aksungur Kampfdrohne